# Palais Erzherzog Albrecht

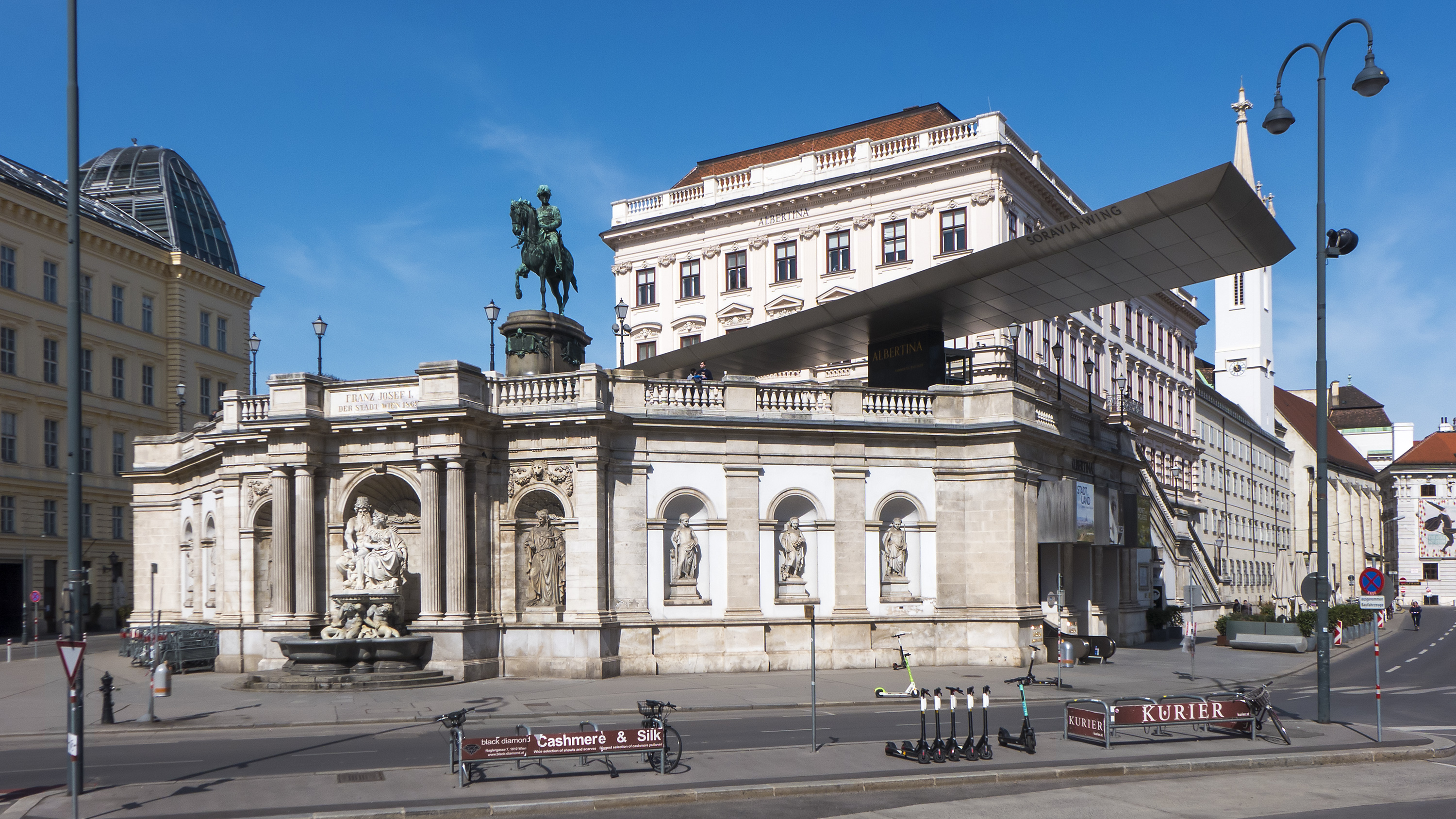
Palais Erzherzog Albrecht mit Albrechtsbrunnen, Albrechtsdenkmal und „Soravia Wing“

Das Palais Erzherzog Albrecht (auch bekannt als Albrechtspalais) ist ein Palais im 1. Wiener Gemeindebezirk, Innere Stadt, Albertinaplatz / Augustinerstraße, und beherbergt die grafische Sammlung Albertina.

## Geschichte

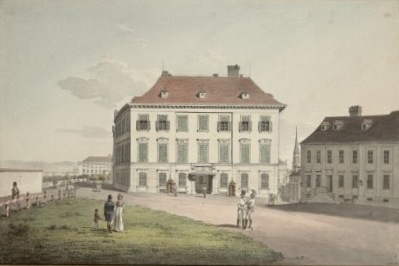
Das Palais Albert von Sachsen-Teschens mit der Augustinerbastei, um 1816

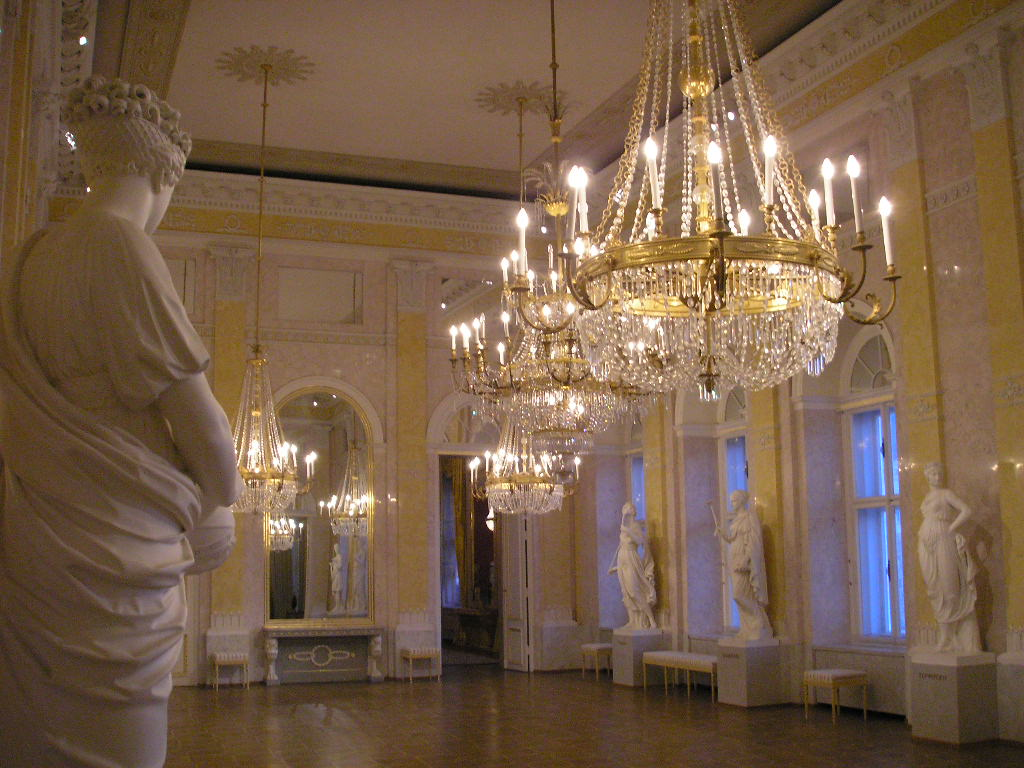
Der Musensaal im Palais Erzherzog Albrecht

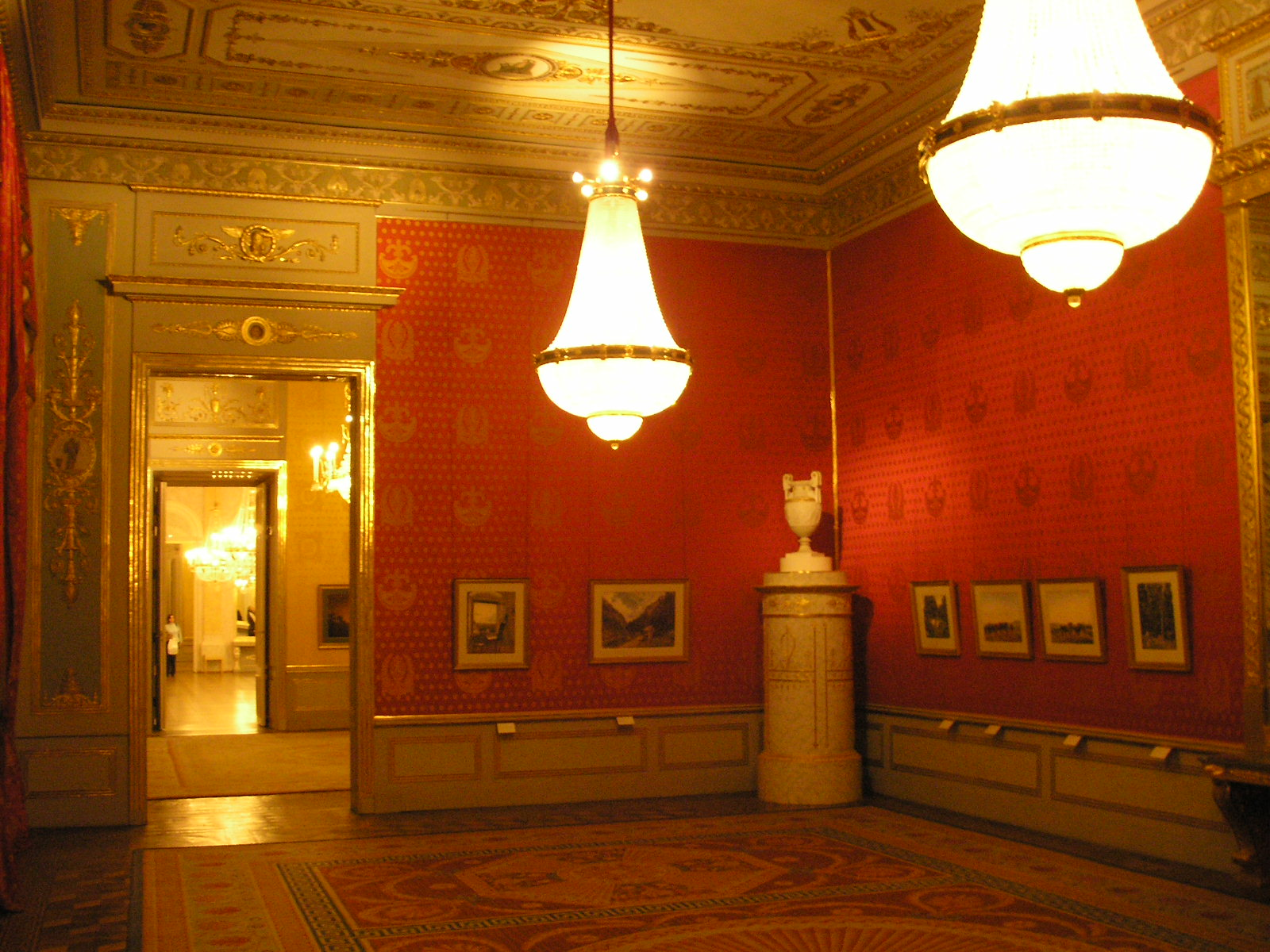
Audienzzimmer mit roter Seidentapete

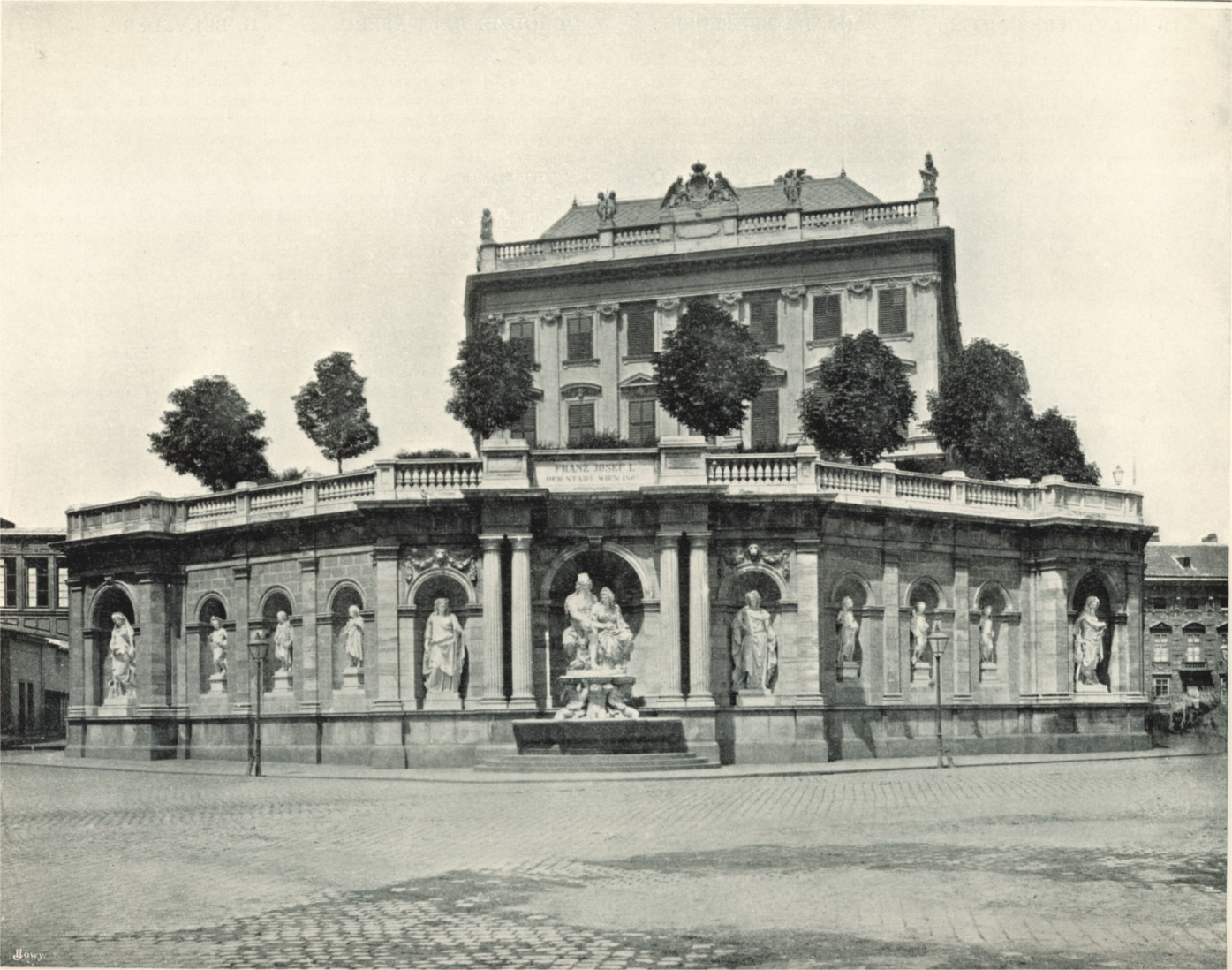
Der Albrechtsbrunnen und das Palais Erzherzog Albrecht um 1898

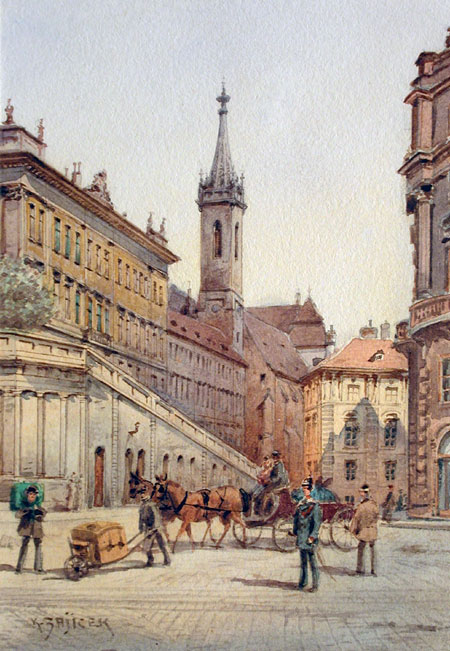
Carl Wenzel Zajicek: Die Augustinerstraße um 1900; links die Albertina mit der heute durch eine Stiege ersetzten Rampe; Mitte: die Augustinerkirche; rechts daneben: das Palais Lobkowitz; ganz rechts: der nicht mehr bestehende Philipphof

Das Palais steht auf einem der letzten erhalten Abschnitte der Wiener Befestigungsanlagen, der Augustinerbastei. Ursprünglich stand dort das in der zweiten Hälfte des 17. Jahrhunderts gebaute Hofbauamt. Es wurde 1742 bis 1745 von seinem damaligen Besitzer, dem Berater Maria Theresias und Hofbaudirektor Graf Emanuel Silva-Tarouca, zum Palais Taroucca umgebaut. Das Anwesen wurde 1795 von Herzog Albert Kasimir von Sachsen-Teschen übernommen, der in das Kaiserhaus eingeheiratet hatte. Seine in Pressburg, wo er als Statthalter der Kaiserin fungiert hatte, begonnene Kunstsammlung wurde später Albertina genannt, nach dem Ende der Monarchie auch das Palais selbst, in dem er die Sammlung unterbrachte. In den Jahren 1801 bis 1805 erfolgte eine Erweiterung des Gebäudes durch Louis Montoyer, seither grenzt das Palais an die Hofburg an.
Nach dem Tod von Herzog Albert, 1822, ging das Palais in den Besitz seines Erben Erzherzog Karl über, in der österreichischen Geschichte als Sieger von Aspern 1809 geläufig (Denkmal auf dem Heldenplatz). Unter ihm erfolgte ein weiterer Umbau durch Joseph Kornhäusel, der vor allem die Innenausstattung betraf. Aus dieser Zeit stammt die große Sphingen-Stiege mit Stufen aus dem harten weißen Kaisersteinbrucher Kaiserstein. Nach Erzherzog Karl bewohnten das Gebäude sein Sohn, Feldmarschall Erzherzog Albrecht, nachdem das Palais benannt wurde, und nach dessen Tod sein Neffe Feldmarschall Erzherzog Friedrich, im Ersten Weltkrieg 1914–1917 Armeeoberkommandant der k.u.k. Armee.
1867 erfolgten kleinere Veränderungen an der Fassade im Stil des Historismus. 1864–1869 wurde der Albrechtsbrunnen mit seinem (heute dezimierten) Figurenschmuck an der Wand der Augustinerbastei geschaffen.
Das Albrechtspalais war zuletzt wie die Grafische Sammlung Albertina nicht Eigentum bestimmter Personen, sondern des Familienfideikommisses des Kaiserhauses, eines Gemeinschaftsvermögens der Herrscherfamilie, im Habsburgergesetz 1919 unter dem Begriff Privat- und Familienfonds des Hauses Habsburg und seiner Zweiglinien zusammengefasst. Diese Fonds wurden im April 1919 in das Staatseigentum der Republik Österreich übernommen.
Mit dem Habsburgergesetz gingen daher Gebäude und Sammlung in den Besitz der Republik über. Erzherzog Friedrich musste aus dem Palais ausziehen und konnte nur seine persönlichen Möbel mitnehmen. Da er nicht als Bürger der Republik leben wollte, übersiedelte er auf seine Güter in Ungarn.
Seit 1921 werden das Albrechtspalais und die Kunstsammlung zumeist als Albertina bezeichnet. Im März 1945 wurde das Palais durch Bombenangriffe schwer beschädigt und nach Kriegsende nur vereinfacht wieder aufgebaut.
Von 1998 bis 2003 wurde die Albertina umfassend umgebaut und modernisiert. Diese Änderungen wurden vom Bundesdenkmalamt zum Teil abgelehnt, jedoch durch Beschluss des vorgesetzten Ministeriums durchgesetzt. Vor allem das von einem privaten Sponsor finanzierte Flugdach von Hans Hollein („Soravia-Wing“) war in der Öffentlichkeit umstritten.
Neben der Kunstsammlung der Albertina befinden sich die Musikaliensammlung der Österreichischen Nationalbibliothek und das Österreichische Filmmuseum im Palais.

## Augustinerbastei: Albrechtdenkmal und Flugdach
Auf dem Vorplatz des Palais, etwa 10 m über dem Straßenniveau, genannt Augustinerbastei, weil es sich um einen Rest der Stadtmauer handelt, steht seit 1899 das Reiterstandbild von Erzherzog Albrecht (Albrechtsdenkmal) mit Blick auf die Wiener Staatsoper. Es wurde von Architekt Karl König geplant und von Caspar von Zumbusch als Bronzeguss gestaltet. Der Sockel besteht aus tschechischem Granit von Požár bei Prag.
Die Augustinerbastei konnte bis 1945 von Fahrzeugen vom Straßenniveau aus über die Albertinarampe erreicht werden, die entlang der Augustinerstraßenfront des Palais verlief. Aus Verkehrsrücksichten wurde die Rampe bei der Behebung der starken Bombenschäden nach 1945 durch eine wesentlich weniger Platz einnehmende Stiege ersetzt. Die Zufahrt auf die Bastei erfolgt nun über eine Rampe bei der Burggarten-seitigen Front an der Hanuschgasse.
Bei der Neugestaltung der Albertina bis Dezember 2003 wurde auf der Augustinerbastei zwischen dem Albrechtsdenkmal und der Stiege zur Augustinerstraße ein von Hans Hollein entworfenes, modernes Flugdach namens „Soravia Wing“ konstruiert. Unter diesem nach den Sponsoren Erwin und Hanno Soravia benannten Dach befinden sich ein Aufzug und eine in die Bastei einschneidende Rolltreppe, die vom Albertinaplatz bis vor den reaktivierten Haupteingang an der Stirnseite des Palais führt.